# Цветков, Александр (шахматист)
Александр Кристев Цветков (болг. Александър Христов Цветков; 7 октября 1914, Тополовград — 29 мая 1990, София) — болгарский шахматист; международный мастер (1950), тренер. Шахматный теоретик и журналист. Один из основателей журнала «Шахматна мисыл». 6-кратный чемпион Болгарии (1938—1951). Участник ряда международных соревнований в составе национальной команды, в том числе Всемирных олимпиад (1939, 1954 и 1956).
Автор ряда книг по теории дебюта и эндшпиля.

## Книги
- Шахматни дебюти, [ч. 1—3], София, 1955—58 (соавтор);
- Староиндийская защита, София, 1967.